# Australopithecus sediba
Australopithecus sediba är en fossil förmänniska från Sydafrika. Australopithecus betyder "Sydapa", och artnamnet sediba betyder "källa" på Sesotho-språket som talas i området där fossilen hittades.  A. sediba tillhör den gracila grenen av släktet Australopithecus, till skillnad från de robusta förmänniskor som ibland räknas till Paranthropus.  De första fossilen av arten upptäcktes 2008 i Malapa-grottorna nära Johannesburg i Sydafrika av 9-årige Matthew Berger, son till den kände paleoantropologen Lee Berger.
Arten levde för mellan 1,95 och 1,78 miljoner år sedan.  Den har många gemensamma drag med de närbesläktade men något äldre arterna Australopithecus afarensis och Australopithecus africanus, men sägs vara i vissa drag mer människolik än övriga Australopithecus och skulle kunna vara förfader till släktet Homo, eller en nära kusin. Upptäckarna tolkar arten som en övergångsform mellan Australopithecus och Homo. Tolkningen är i högsta grad underställd debatt i forskarvärlden, men de hittills funna fossilen är ovanligt välbevarade och företer till och med vad upptäckarna hävdar är hudfragment, vilket inte tidigare säkrats av fossila hominider. Därför är förväntningarna högt ställda då fynden jämförs med samtida av Homo habilis.